# Ионно-ионная эмиссия
Ионно-ионная эмиссия или вторичная ионная эмиссия — явления испускания с поверхности конденсированной среды ионов при её бомбардировке другими ионами.

## Описание явления
При бомбардировке происходит распыление вещества с поверхности. Ионизация распылённых частиц может происходить как в процессе распыления, так и после — в результате электронного обмена. Образующиеся при эмиссии ионы могут быть как отрицательно так и положительно заряженными и находиться как в основном, так и в возбуждённом состояниях. В пучке могут присутствовать многозарядные ионы, а также молекулярные ионы (например, при бомбардировке металла в атмосфере кислорода возможно образование ионов оксида металла и оксида бомбардирующего элемента). Кроме того, наблюдается образование кластерных ионов, то есть заряженные скопления большого количества атомов (например, {\displaystyle W_{34}^{+}}).

## Эффективность эмиссии
Для характеристики эффективности ионно-ионной эмиссии использует величины {\displaystyle S^{\pm }}, равные отношению потока вторичных ионов данного типа к потоку первичных ионов. Для повышения величины {\displaystyle S^{+}} используют электроотрицательные газы (например, в присутствии кислорода {\displaystyle S^{+}} увеличивается на несколько порядков). В то же время для многозарядных ионов и ионных кластеров зависимость эффективности эмиссии от давления электроотрицательного газа может быть более сложной, иметь максимумы и минимумы. Аналогично электроположительные газы (например, цезия) увеличивают эффективность эмиссии отрицательных ионов.
Ионно-ионная эмиссия носит пороговый характер по отношению к энергии бомбардирующих ионов: при малых энергиях эмиссия отсутствует. Для начала эмиссии обычно необходима энергия порядка нескольких десятков эВ. С ростом энергии ионов эффективность эмиссии растёт.
Эффективность эмиссии зависит также от угла бомбардировки. Для монокристаллических мишеней эта зависимость немонотонна. {\displaystyle S^{+}} достигает минимума для таких углов, для которых направление падения ионов совпадает с направлением низкоиндексных кристаллографических осей.
Коэффициент {\displaystyle S^{+}} растёт с увеличением массы бомбардирующих ионов, за исключением тех ионов, которые химически активны по отношению к элементам мишени. В то же время {\displaystyle S^{+}} немонотонно убывает с ростом массы атомов мишени и увеличивается с уменьшением их потенциала ионизации.
Зависимость {\displaystyle S^{+}} от температуры мишени носит сложный немонотонный характер. Особо существенные изменения наблюдаются при фазовых переходах.

## Теория явления
Выделяют две основных теории ионно-ионной эмиссии. Согласно первой из них, в основе явления лежит кинематический механизм: ион (или возбуждённая частица) образуется в результате каскада межатомных столкновений, а ионизация объясняется оже-эффектом. Согласно второй теории, ионизация испущенной частицы происходит в результате электронного обмена с поверхностью мишени.
Обменная теория даёт следующее выражение для вероятности ионизации:
{\displaystyle R^{+}=2\pi \exp \left[-\pi {\frac {I-\Phi }{2\gamma \pi cv}}\cos \vartheta \right]}
где {\displaystyle I} — энергия ионизации распыляемой частицы, {\displaystyle \Phi } — работа выхода материала мишени, {\displaystyle v} — скорость первичной частицы, {\displaystyle \vartheta } — угол между направлением {\displaystyle v} и нормалью к поверхности, {\displaystyle \gamma } — величина, характеризующая протяжённость взаимодействия атома с поверхностью (обычно эта велина порядка 0,1 нм), коэффициент {\displaystyle c>1} характеризует уменьшение разности {\displaystyle (I-\Phi )} за счёт сил электрического изображения. Для отрицательно заряженных ионов выражение для вероятности ионизации аналогично с заменой {\displaystyle (I-\Phi )} на {\displaystyle (\Phi -A)}, где {\displaystyle A} — энергия сродства к электрону.

## Использование
Ионно-ионная эмиссия используется в так называемой вторично-ионной масс-спектроскопии для исследования состава и структуры поверхности твёрдого тела и распределения элементов по его глубине.